# ASC Corona 2010 Brașov (jégkorong)
Az CSM Corona Brașov egy brassói székhelyű jégkorongcsapat, amelyet 2007-ben alapítottak csíkszeredai és gyergyószentmiklósi játékosokkal. Alapítása óta a román jégkorong-bajnokságban, 2009-től 2017-ig a Mol ligában 2017-től az Erste Ligában szerepel. A csapatnak otthont adó brassói jégcsarnokot 2010. február 18-án adták át.

## Sikerek
- Román jégkorong-bajnokság:
  - győztes (6): 2013–14, 2016–17, 2018–19, 2020–21, 2022–23, 2023–24
  - második (3): 2010–11, 2011–12, 2012–13
- Román kupa:
  - győztes (4): 2012–13, 2014–15, 2020–21, 2023–24
  - második (6): 2008–09, 2010–11, 2011–12, 2013–14, 2017–18, 2018–19
- Erste Liga:
  - győztes (1): 2023–2024
  - második (2): 2013–2014, 2020–2021

## Szezonok
| Alapszakasz | Alapszakasz | Alapszakasz | Alapszakasz | Alapszakasz | Alapszakasz | Alapszakasz | Alapszakasz | Alapszakasz | Rájátszás                               | Rájátszás                                 | Rájátszás                              |
| Szezon      | LM          | GY          | GY.H.       | V. H.       | V           | G           | P           | Helyezés    | Negyeddöntő                             | Elődöntő                                  | Döntő                                  |
| ----------- | ----------- | ----------- | ----------- | ----------- | ----------- | ----------- | ----------- | ----------- | --------------------------------------- | ----------------------------------------- | -------------------------------------- |
| 2022–23     | 36          | 19          | 4           | 2           | 11          | 123:103     | 67          | 4.          | Győzelem a SC Csíkszereda ellen (4-1)   | Vereség a Gyergyói Hoki Klub ellen (3-4)  | -                                      |
| 2023–24     | 44          | 25          | 3           | 2           | 14          | 143:113     | 83          | 2.          | Győzelem a DVTK Jegesmedvék ellen (4-2) | Győzelem a Gyergyói Hoki Klub ellen (4-2) | Győzelem a Ferencvárosi TC ellen (4-0) |
| 2024–25     | 36          | 17          | 3           | 1           | 15          | 113:119     | 58          | 4.          | Győzelem a Ferencvárosi TC ellen (4-1)  | Vereség a Gyergyói Hoki Klub ellen (1-4)  | -                                      |

## Játékoskeret
Az ASC Corona 2010 Brașov Erste Liga játékoskerete (frissítve: 2024. november 4.)
| Kapusok | Kapusok              |
| ------- | -------------------- |
| 30      | / Tőke Zoltán László |
| 31      | Alex Dubeau          |
| 32      | / Bartis Ádám        |
| 33      | / Polc Patrik        |

| Hátvédek | Hátvédek           |
| -------- | ------------------ |
| 8        | Kovács Előd        |
| 12       | Bors Huba Ferenc   |
| 17       | / Pavlo Boriszenko |
| 18       | / Gajdó Tamás      |
| 26       | / Owen Williams    |
| 44       | / Samuel Jones     |
| 58       | Sébastien Piché    |
| 54       | / Farkas Tamás     |

| Csatárok | Csatárok                   |
| -------- | -------------------------- |
| 11       | Vasile Nicolae Rareș       |
| 16       | / David Levin              |
| 19       | / Szabó Krisztián Pál      |
| 21       | Kóger Dániel               |
| 22       | / Radim Valchař            |
| 23       | Cédric Desruisseaux        |
| 25       | / Jevgenyij Szkacskov      |
| 41       | Matei Bolocan              |
| 50       | Jason Michael VanWormer    |
| 51       | Philippe Cornet            |
| 72       | / Rokaly-Boldizsár Richárd |
| 73       | / Albert Zagidullin        |
| 91       | / Kovács Mátyás            |
| 93       | Roberto Gliga              |
| 95       | Dmitro Rudika              |
| 98       | / Gajdó Balázs             |

| Edzők         |
| ------------- |
| Dave MacQueen |
| Strenk Hunor  |